# Wiktor Alexandrowitsch Wesnin

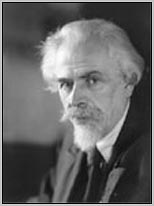
Wiktor Alexandrowitsch Wesnin

Wiktor Alexandrowitsch Wesnin (russisch Виктор Александрович Веснин; * 28. Märzjul. / 9. April 1882greg. in Jurjewez; † 17. September 1950 in Moskau) war ein russischer und sowjetischer Architekt und Hochschullehrer.

## Leben
Wiktor Wesnin und seine Brüder Leonid und Alexander wuchsen in einer wohlhabenden Familie auf, in der das Lesen und die Musik gepflegt wurden. Schon früh förderten die Eltern das Interesse der Söhne an der Bildenden Kunst. 1891 traten Wiktor und Alexander in die Moskauer Handelsakademie ein, die schon Leonid besuchte. Nach dem Abschluss 1901 studierten dann Wiktor und Alexander wie bereits Leonid am St. Petersburger Institut für Zivilingenieurwesen (PIGI). Daneben zeichneten und malten die Brüder bei Jan Ciągliński. 1904 unterbrachen sie ihr Studium und arbeiteten als Assistenten von Architekten. Während der Russischen Revolution 1905 beteiligten sich die Brüder an Streiks und Demonstrationen und arbeiteten im politischen Roten Kreuz mit. Als infolge der Studentenunruhen das PIGI geschlossen wurde und ihr Vater sie nicht mehr unterstützen konnte, brach Wiktor mit seinen Brüdern das Studium ab und kehrte nach Moskau zurück, um in den Werkstätten von Illarion Alexandrowitsch Iwanow-Schitz, Roman Iwanowitsch Klein, Pawel Pawlowitsch Wisnewski und Arschak Grigorjewitsch Ismirow und den Büros von Boris Michailowitsch Welikowski und Alexei Nikolajewitsch Miljukow zu arbeiten. In Moskau setzte Wiktor das Zeichenstudium zunächst bei Konstantin Fjodorowitsch Juon fort und studierte dann selbständig mit seinen Brüdern und Wladimir Jewgrafowitsch Tatlin. Sie beteiligten sich mit gemeinsamen Projekten an Architekturwettbewerben der Moskauer Architekturgesellschaft (MAO). Bei dem Wettbewerb für das Gebäude der Moskauer Hochschule für Malerei, Bildhauerei und Architektur gewannen sie den ersten Preis. 1912 erhielt Wiktor Wesnin das Ingenieur-Diplom. Ihre ersten selbständigen Arbeiten führten die Brüder ab 1913 durch überwiegend in Moskau, abgesehen von einem Mietshaus in Nischni Nowgorod.
Nach Beginn des Ersten Weltkriegs wurden Alexander und Leonid Wesnin zur Armee eingezogen, während Wiktor Wesnin weiter als Architekt arbeitete und Militärgebäude baute. Dazu kamen dank der Geschäftsbeziehungen der Familie Aufträge für Chemie-Fabriken in Sawolschsk und im Rajon Stupino sowie Fabriken in Pensa und Tambow.
Wesnin lehrte an der Moskauer Technischen Hochschule, in der er zusammen mit Alexander Wassiljewitsch Kusnezow die Architektur-Abteilung (später Fakultät) gründete. Zu seinen Schülern gehörten Iwan Sergejewitsch Nikolajew und Georgi Michailowitsch Orlow.
Nach der Oktoberrevolution baute Wesnin 1918–1921 die Gebäude der Superphosphatfabrik und dazu die Arbeitersiedlung in Rastjapino, eine Chemiefabrik in Saratow, eine Sodafabrik in Kljutschi und eine Kolophonium-Terpentin-Fabrik in Wachtan, Rajon Schachunja. Beim Wettbewerb für einen Palast der Arbeit 1922 erhielt das gemeinsame Projekt der Wesnin-Brüder, das ein Musterbeispiel für den neuen Konstruktivismus war, den dritten Preis. Gemeinsame Projekte der Brüder betrafen unter anderem Geschäftshäuser in Moskau, ein Volkshaus in Iwanowo (1924) und ein Musiktheater in Charkow (1930).
Wesnin baute 1925 das Zentralinstitut für Mineralische Rohstoffe, das Bruno Taut bei seinem Moskauer Besuch sehr lobte. Es folgten Arbeiterklubs in den Erdölfeldern Bakus (1926–1929), die Iwselbank in Iwanowo (1927–1928), das Kaufhaus Mostorg an der Uliza Krassnaja Pressnja 48/2 in Moskau (1927–1929) und ein Sanatorium in Sotschi (1928). Unter der Leitung Alexander Wassiljewitsch Kusnezows baute Wesnin zusammen mit Gennadi Jakowlewitsch Mowtschan, W. Mowtschan und L. Meilman das Zentrale Aerohydrodynamische Institut (ZAGI) an der Uliza Radio 24 in Moskau (1925–1934). 1930–1937 bauten die Wesnin-Brüder den SIL-Kulturpalast in Moskau, der 1966–1976 von R. P. Aldonina restauriert wurde.
Wesnin war aktives Mitglied der OSA-Gruppe, die seit 1925 von Alexander Wesnin geleitet wurde. Wesnin leitete ab 1927 den Lehrstuhl für Industriebau der Hochschule für Bauingenieurwesen. Wesnin stand im Kontakt mit Le Corbusier, der die Arbeiten der Wesnin-Brüder sehr schätzte wie auch Grigori Borissowitsch Barchin.
Als 1932 nach einem Beschluss des Zentralkomitees der KPdSU die vielfältigen Literatur- und Kunstorganisationen aufgelöst wurden, leitete Wesnin das Organisationskomitee für eine neue Union der Architekten der UdSSR. 1936 wurde Wesnin der erste Präsident der Akademie der Architektur der UdSSR. Ab 1937 leitete er die Union der Architekten der UdSSR, bis er 1949 aus Gesundheitsgründen beide Positionen aufgab. 1943 wurde er Wirkliches Mitglied der Akademie der Wissenschaften der UdSSR. In seinen letzten Jahren beteiligte er sich am Wiederaufbau Saporischschjas.
Wesnin wurde auf dem Moskauer Nowodewitschi-Friedhof begraben.

## Ehrungen
- Royal Gold Medal des Royal Institute of British Architects (1945)
- Leninorden (1945)
- Orden des Roten Banners der Arbeit (zweimal)
- Ehrenzeichen der Sowjetunion

## Werke

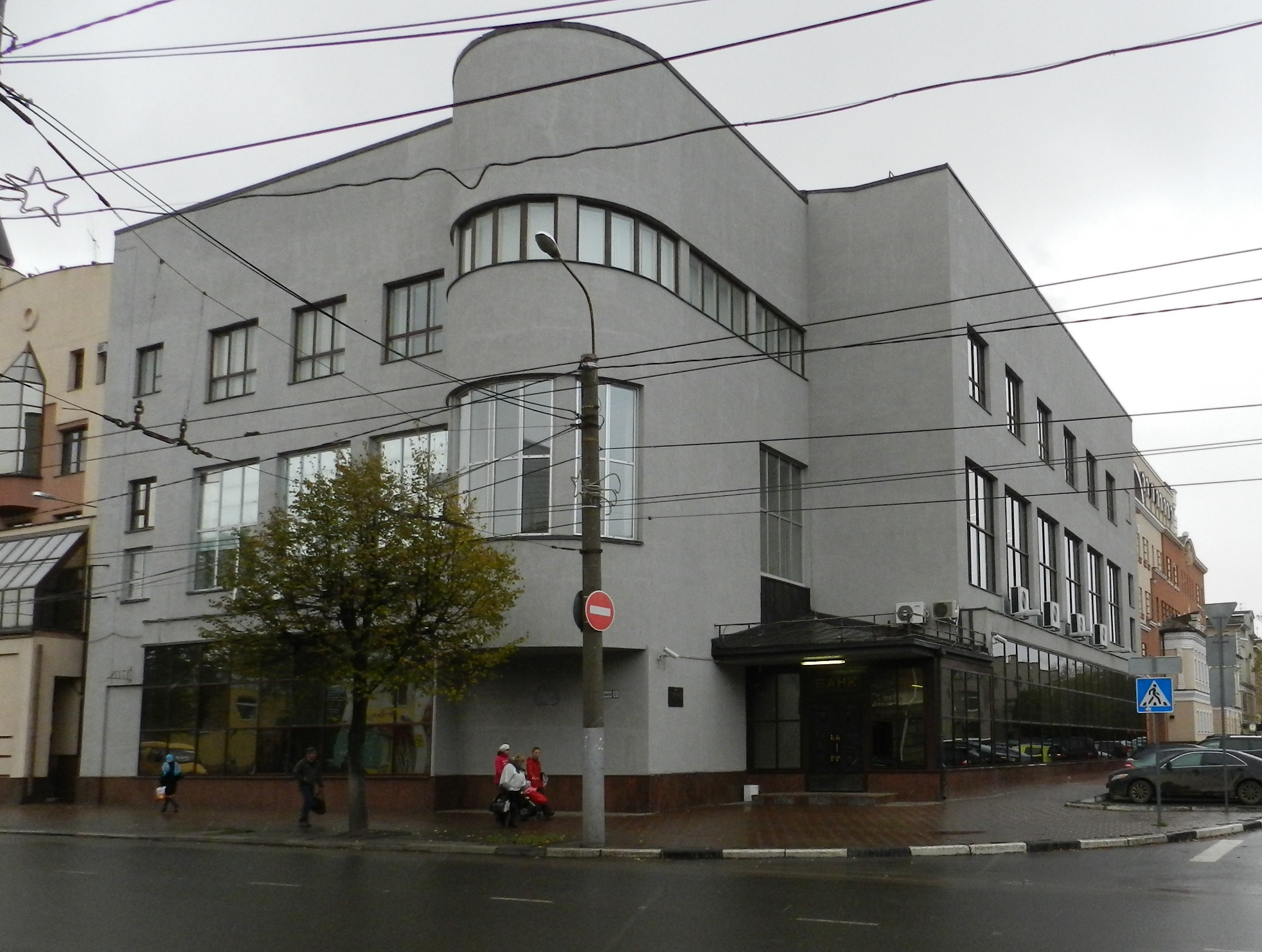
Iwselbank, Iwanowo
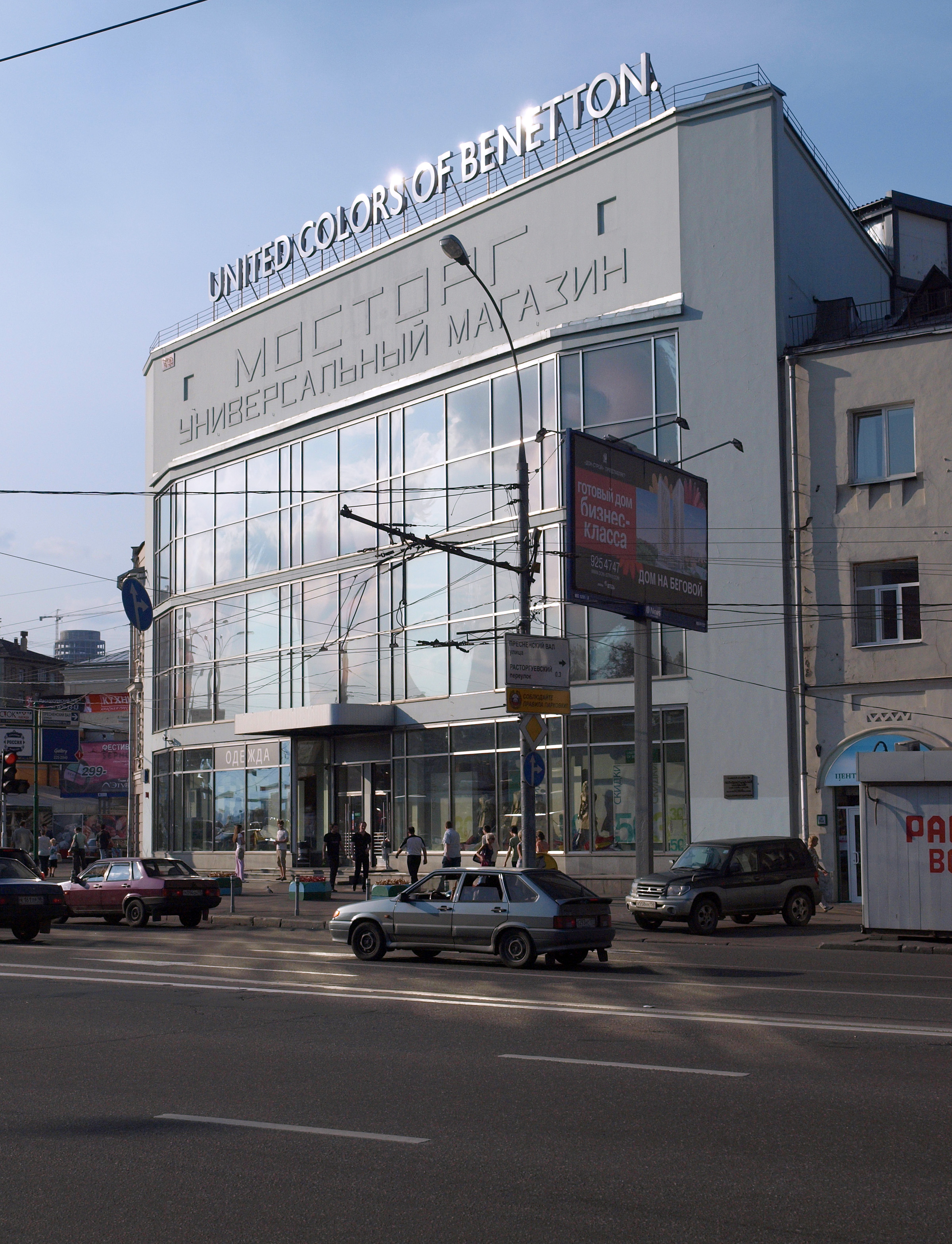
Kaufhaus Mostorg, Uliza Krassnaja Pressnja 48/2, Moskau
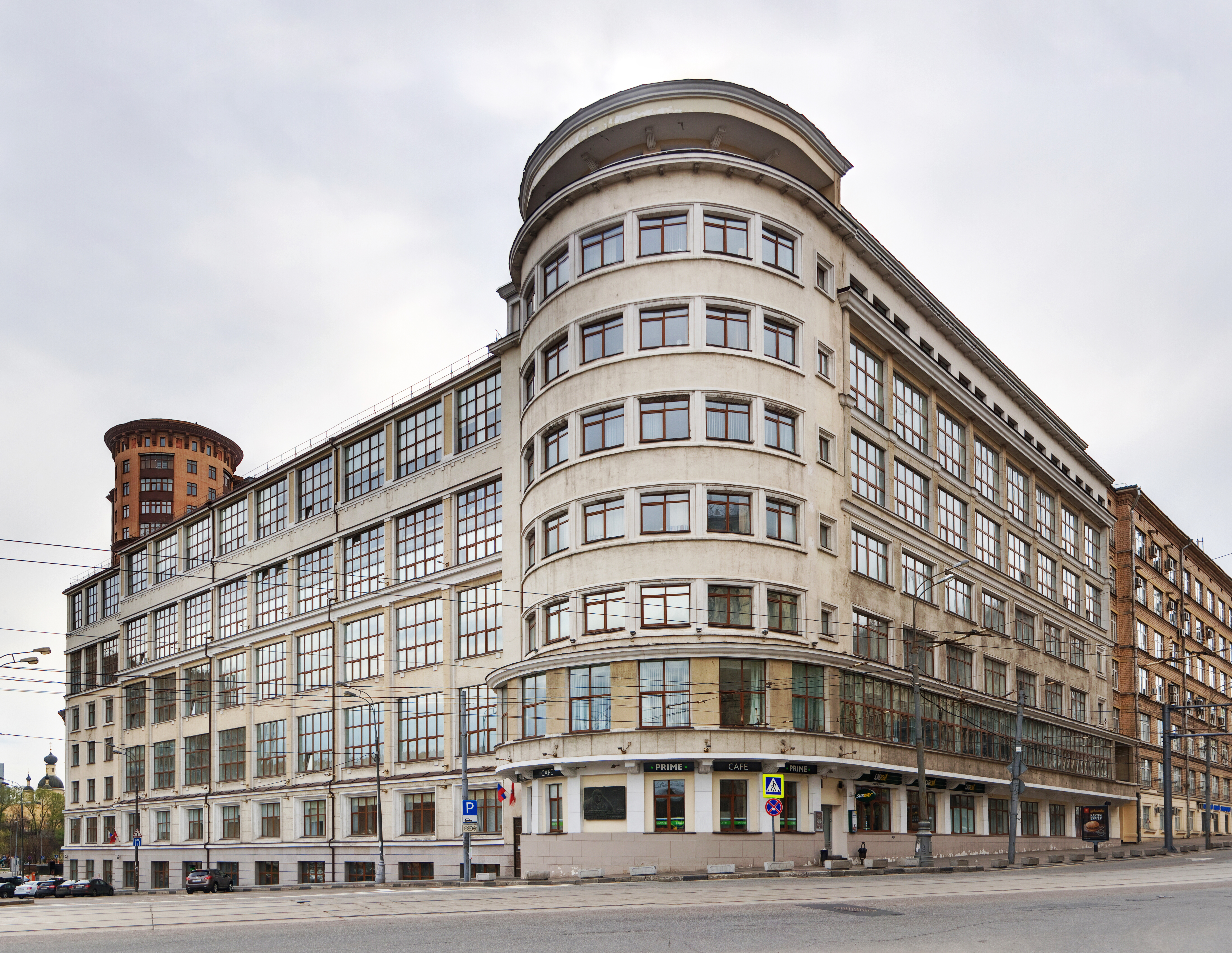
ZAGI, Moskau
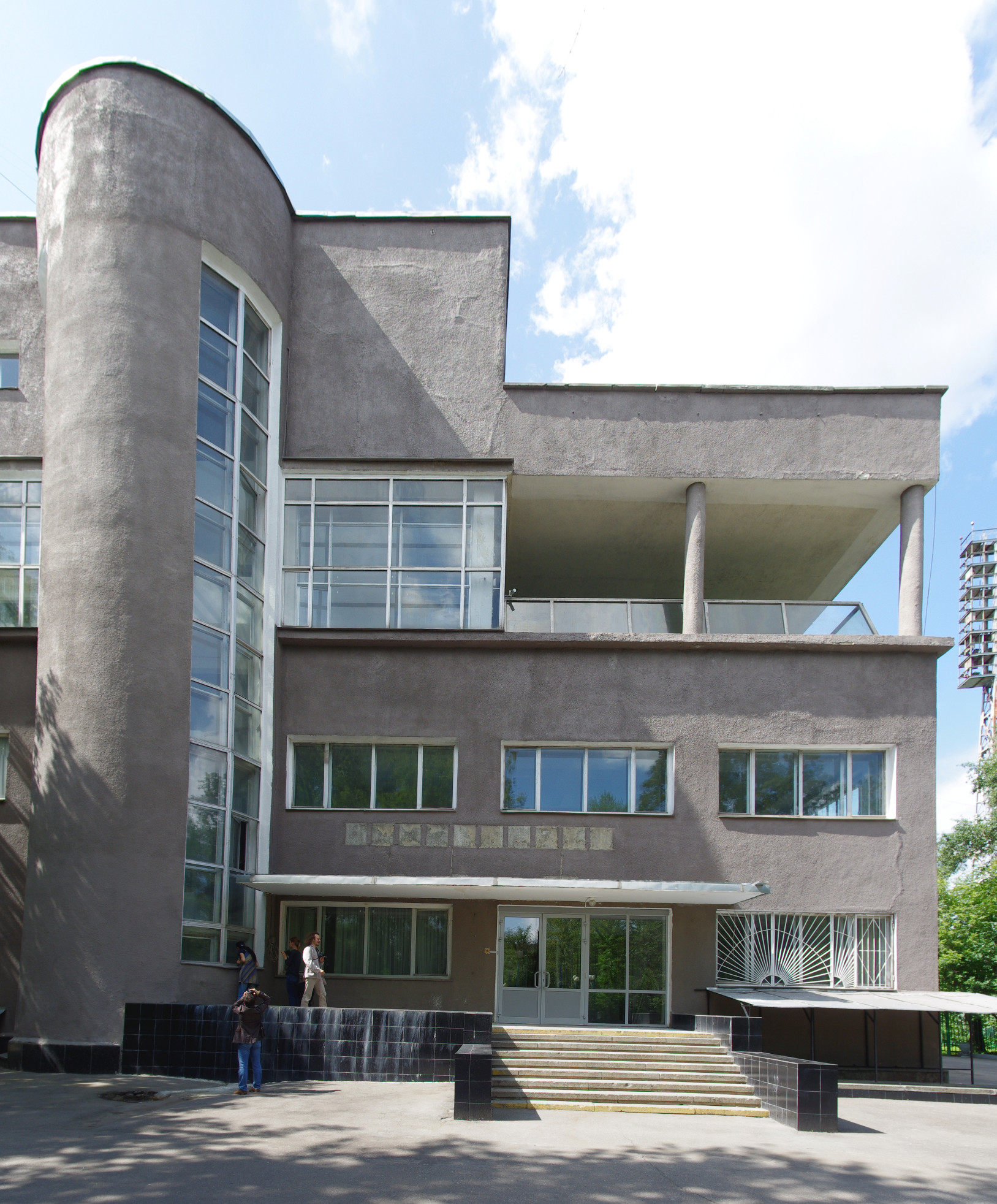
SIL-Kulturpalast, Moskau